# Liste der olympischen Medaillengewinner aus Ägypten
Das ägyptische NOC al-Ladschna al-ulimbiyya al-misriyya wurde 1910 gegründet und noch im selben Jahr vom Internationalen Olympischen Komitee aufgenommen.

## Medaillenbilanz
Bislang konnten 34 Sportler aus Ägypten 39 olympische Medaillen bei den Sportwettbewerben erkämpfen. Diese teilen sich auf in neun Gold-, elf Silber- und neunzehn Bronzemedaillen.
| Ägypten bei den Olympischen Sommerspielen                                         | Ägypten bei den Olympischen Sommerspielen | Ägypten bei den Olympischen Sommerspielen | Ägypten bei den Olympischen Sommerspielen | Ägypten bei den Olympischen Sommerspielen | Ägypten bei den Olympischen Sommerspielen |      | Ägypten bei den Olympischen Winterspielen | Ägypten bei den Olympischen Winterspielen | Ägypten bei den Olympischen Winterspielen | Ägypten bei den Olympischen Winterspielen | Ägypten bei den Olympischen Winterspielen | Ägypten bei den Olympischen Winterspielen |
| Jahr                                                                              | Gold                                      | Silber                                    | Bronze                                    | Gesamt                                    | Rang                                      | Jahr | Gold                                      | Silber                                    | Bronze                                    | Gesamt                                    | Rang                                      |                                           |
| 1912                                                                              | 0                                         | 0                                         | 0                                         | 0                                         |                                           |      |                                           |                                           |                                           |                                           |                                           |                                           |
| 1920                                                                              | 0                                         | 0                                         | 0                                         | 0                                         |                                           |      |                                           |                                           |                                           |                                           |                                           |                                           |
| 1924                                                                              | 0                                         | 0                                         | 0                                         | 0                                         |                                           |      | 1924                                      | –                                         | –                                         | –                                         | –                                         | –                                         |
| 1928                                                                              | 2                                         | 1                                         | 1                                         | 4                                         | 17                                        |      | 1928                                      | –                                         | –                                         | –                                         | –                                         | –                                         |
| 1932                                                                              | –                                         | –                                         | –                                         | –                                         | –                                         |      | 1932                                      | –                                         | –                                         | –                                         | –                                         | –                                         |
| 1936                                                                              | 2                                         | 1                                         | 2                                         | 5                                         | 15                                        |      | 1936                                      | –                                         | –                                         | –                                         | –                                         | –                                         |
| 1948                                                                              | 2                                         | 2                                         | 1                                         | 5                                         | 16                                        |      | 1948                                      | –                                         | –                                         | –                                         | –                                         | –                                         |
| 1952                                                                              | 0                                         | 0                                         | 1                                         | 1                                         | 40                                        |      | 1952                                      | –                                         | –                                         | –                                         | –                                         | –                                         |
| 1956                                                                              | 0                                         | 0                                         | 0                                         | 0                                         |                                           |      | 1956                                      | –                                         | –                                         | –                                         | –                                         | –                                         |
| 1960                                                                              | 0                                         | 0                                         | 0                                         | 0                                         | 30                                        |      | 1960                                      | –                                         | –                                         | –                                         | –                                         | –                                         |
| 1964                                                                              | 0                                         | 0                                         | 0                                         | 0                                         |                                           |      | 1964                                      | –                                         | –                                         | –                                         | –                                         | –                                         |
| 1968                                                                              | 0                                         | 0                                         | 0                                         | 0                                         |                                           |      | 1968                                      | –                                         | –                                         | –                                         | –                                         | –                                         |
| 1972                                                                              | 0                                         | 0                                         | 0                                         | 0                                         |                                           |      | 1972                                      | –                                         | –                                         | –                                         | –                                         | –                                         |
| 1976                                                                              | 0                                         | 0                                         | 0                                         | 0                                         |                                           |      | 1976                                      | –                                         | –                                         | –                                         | –                                         | –                                         |
| 1980                                                                              | –                                         | –                                         | –                                         | –                                         | –                                         |      | 1980                                      | –                                         | –                                         | –                                         | –                                         | –                                         |
| 1984                                                                              | 0                                         | 1                                         | 0                                         | 1                                         | 33                                        |      | 1984                                      | 0                                         | 0                                         | 0                                         | 0                                         |                                           |
| 1988                                                                              | 0                                         | 0                                         | 0                                         | 0                                         |                                           |      | 1988                                      | –                                         | –                                         | –                                         | –                                         | –                                         |
| 1992                                                                              | 0                                         | 0                                         | 0                                         | 0                                         |                                           |      | 1992                                      | –                                         | –                                         | –                                         | –                                         | –                                         |
| 1996                                                                              | 0                                         | 0                                         | 0                                         | 0                                         |                                           |      | 1994                                      | –                                         | –                                         | –                                         | –                                         | –                                         |
| 2000                                                                              | 0                                         | 0                                         | 0                                         | 0                                         |                                           |      | 1998                                      | –                                         | –                                         | –                                         | –                                         | –                                         |
| 2004                                                                              | 1                                         | 1                                         | 3                                         | 5                                         | 46                                        |      | 2002                                      | –                                         | –                                         | –                                         | –                                         | –                                         |
| 2008                                                                              | 0                                         | 0                                         | 2                                         | 2                                         | 81                                        |      | 2006                                      | –                                         | –                                         | –                                         | –                                         | –                                         |
| 2012                                                                              | 0                                         | 3                                         | 1                                         | 4                                         | 58                                        |      | 2010                                      | –                                         | –                                         | –                                         | –                                         | –                                         |
| 2016                                                                              | 0                                         | 0                                         | 3                                         | 3                                         | 75                                        |      | 2014                                      | –                                         | –                                         | –                                         | –                                         | –                                         |
| 2020                                                                              | 1                                         | 1                                         | 4                                         | 6                                         | 54                                        |      | 2018                                      | –                                         | –                                         | –                                         | –                                         | –                                         |
| 2024                                                                              | 1                                         | 1                                         | 1                                         | 3                                         | 52                                        |      | 2022                                      | –                                         | –                                         | –                                         | –                                         | –                                         |
| Gesamt                                                                            | 9                                         | 11                                        | 19                                        | 39                                        |                                           |      | Gesamt                                    | 0                                         | 0                                         | 0                                         | 0                                         |                                           |
| \| \| Gold \| Silber \| Bronze \| Gesamt \| \| Ges. S+W \| 9 \| 11 \| 19 \| 39 \| |                                           |                                           |                                           |                                           |                                           |      |                                           |                                           |                                           |                                           |                                           |                                           |
|                                                                                   | Gold                                      | Silber                                    | Bronze                                    | Gesamt                                    |                                           |      |                                           |                                           |                                           |                                           |                                           |                                           |
| Ges. S+W                                                                          | 9                                         | 11                                        | 19                                        | 39                                        |                                           |      |                                           |                                           |                                           |                                           |                                           |                                           |

## Kunstwettbewerbe
Bei den olympischen Kunstwettbewerben, welche insgesamt siebenmal ausgetragen wurden, konnten Künstler des Landes keine Medaillen gewinnen.

## Medaillengewinner
1960 gewannen ägyptische Sportler eine Silber- und eine Bronzemedaille als Teil der Mannschaft der Vereinigten Arabischen Republik (RAU), diese Medaillen sind in der obigen Medaillenbilanz nicht enthalten, die Sportler sind aber in dieser Liste der Medaillengewinner aufgeführt.
| Name                              | Sportart           | Jahr / Disziplin                                      | Gold | Silber | Bronze | Gesamt |
| --------------------------------- | ------------------ | ----------------------------------------------------- | ---- | ------ | ------ | ------ |
| Feryal Abdelaziz ( EGY)           | Karate             | 2020 Tokio Kumite über 61 kg Frauen                   | 1    | –      | –      | 1      |
| Abeer Abdelrahman ( EGY)          | Gewichtheben       | 2008 Peking Halbschwergewicht Frauen                  | –    | –      | 1      | 2      |
| Abeer Abdelrahman ( EGY)          | Gewichtheben       | 2012 London Schwergewicht Frauen                      | –    | 1      | –      | 2      |
| Sara Ahmed ( EGY)                 | Gewichtheben       | 2016 Rio de Janeiro Halbschwergewicht Frauen          | –    | –      | 1      | 2      |
| Sara Ahmed ( EGY)                 | Gewichtheben       | 2024 Paris Schwergewicht Frauen                       | –    | 1      | –      | 2      |
| Alaaeldin Abouelkassem ( EGY)     | Fechten            | 2012 London Florett Männer                            | –    | 1      | –      | 1      |
| Mohamed Aly ( EGY)                | Boxen              | 2004 Athen Superschwergewicht Männer                  | –    | 1      | –      | 1      |
| Tamer Bayoumi ( EGY)              | Taekwondo          | 2004 Athen Fliegengewicht Männer                      | –    | –      | 1      | 1      |
| Seif Eissa ( EGY)                 | Taekwondo          | 2020 Tokio Mittelgewicht Männer                       | –    | –      | 1      | 1      |
| Ahmed El Gendy ( EGY)             | Moderner Fünfkampf | 2020 Tokio Männer                                     | –    | 1      | –      | 2      |
| Ahmed El Gendy ( EGY)             | Moderner Fünfkampf | 2024 Paris Männer                                     | 1    | –      | –      | 2      |
| Abdelmoneim El-Guindi ( RAU)      | Boxen              | 1960 Rom Fliegengewicht Männer                        | –    | –      | 1      | 1      |
| Mohamed El-Sayed ( EGY)           | Fechten            | 2024 Paris Degen, Einzel, Männer                      | –    | –      | 1      | 1      |
| Mohamed Ibrahim El Sayed ( EGY)   | Ringen             | 2020 Tokio gr.-röm. Stil Leichtgewicht Männer         | –    | –      | 1      | 1      |
| Khadr Sayed El Touni ( EGY)       | Gewichtheben       | 1936 Berlin Mittelgewicht Männer                      | 1    | –      | –      | 1      |
| Mohamed Elsayed ( EGY)            | Boxen              | 2004 Athen Schwergewicht Männer                       | –    | –      | 1      | 1      |
| Giana Farouk ( EGY)               | Karate             | 2020 Tokio Kumite bis 61 kg Frauen                    | –    | –      | 1      | 1      |
| Mahmoud Fayad ( EGY)              | Gewichtheben       | 1948 London Federgewicht Männer                       | 1    | –      | –      | 1      |
| Attia Hamouda ( EGY)              | Gewichtheben       | 1948 London Leichtgewicht Männer                      | –    | 1      | –      | 1      |
| Mahmoud Hassan ( EGY)             | Ringen             | 1948 London gr.-röm. Stil Bantamgewicht Männer        | –    | 1      | –      | 1      |
| Karam Ibrahim ( EGY)              | Ringen             | 2004 Athen gr.-röm. Stil Schwergewicht Männer         | 1    | –      | –      | 2      |
| Karam Ibrahim ( EGY)              | Ringen             | 2012 London gr.-röm. Stil Schwergewicht Männer        | –    | 1      | –      | 2      |
| Mohamed Ihab ( EGY)               | Gewichtheben       | 2016 Rio de Janeiro Mittelgewicht Männer              | –    | –      | 1      | 1      |
| Ahmed Ismail ( EGY)               | Boxen              | 2004 Athen Halbschwergewicht Männer                   | –    | –      | 1      | 1      |
| Hedaya Malak ( EGY)               | Taekwondo          | 2016 Rio de Janeiro Federgewicht Frauen               | –    | –      | 1      | 2      |
| Hedaya Malak ( EGY)               | Taekwondo          | 2020 Tokio Mittelgewicht Frauen                       | –    | –      | 1      | 2      |
| Anwar Mohamed Ahmed Misbah ( EGY) | Gewichtheben       | 1936 Berlin Leichtgewicht Männer                      | 1    | –      | –      | 1      |
| Hesham Mesbah ( EGY)              | Judo               | 2008 Peking Mittelgewicht Männer                      | –    | –      | 1      | 1      |
| Ibrahim Moustafa ( EGY)           | Ringen             | 1928 Amsterdam gr.-röm. Stil Halbschwergewicht Männer | 1    | –      | –      | 1      |
| Sayed Nosseir ( EGY)              | Gewichtheben       | 1928 Amsterdam Halbschwergewicht Männer               | 1    | –      | –      | 1      |
| Ibrahim Orabi ( EGY)              | Ringen             | 1948 London gr.-röm. Stil Halbschwergewicht Männer    | –    | –      | 1      | 1      |
| Abdel Aal Rashid ( EGY)           | Ringen             | 1952 Helsinki gr.-röm. Stil Federgewicht Männer       | –    | –      | 1      | 1      |
| Mohamed Ali Rashwan ( EGY)        | Judo               | 1984 Los Angeles Offene Klasse Männer                 | –    | 1      | –      | 1      |
| Osman Sayed ( RAU)                | Ringen             | 1960 Rom gr.-röm. Stil Fliegengewicht Männer          | –    | 1      | –      | 1      |
| Ibrahim Shams ( EGY)              | Gewichtheben       | 1936 Berlin Federgewicht Männer                       | –    | –      | 1      | 2      |
| Ibrahim Shams ( EGY)              | Gewichtheben       | 1948 London Leichtgewicht Männer                      | 1    | –      | –      | 2      |
| Farid Simaika ( EGY)              | Wasserspringen     | 1928 Amsterdam Turmspringen Männer                    | –    | 1      | –      | 2      |
| Farid Simaika ( EGY)              | Wasserspringen     | 1928 Amsterdam Kunstspringen Männer                   | –    | –      | 1      | 2      |
| Saleh Soliman ( EGY)              | Gewichtheben       | 1936 Berlin Federgewicht Männer                       | –    | 1      | –      | 1      |
| Ibrahim Wasif ( EGY)              | Gewichtheben       | 1936 Berlin Halbschwergewicht Männer                  | –    | –      | 1      | 1      |
| Tarek Yehia ( EGY)                | Gewichtheben       | 2012 London Halbschwergewicht Männer                  | –    | –      | 1      | 1      |